# My Aquarii
My Aquarii (μ Aquarii, förkortat My Aqr, μ Aqr) som är stjärnans Bayerbeteckning, är en dubbelstjärna belägen i den västra delen av stjärnbilden Vattumannen. Den har en skenbar magnitud på 4,73 och är synlig för blotta ögat där ljusföroreningar ej förekommer. Baserat på parallaxmätning inom Hipparcosuppdraget på ca 20,7 mas, beräknas den befinna sig på ett avstånd på ca 157 ljusår (ca 48 parsek) från solen.

## Nomenklatur
My Aquarii tillsammans med Ny Aquarii (även Albulan), kommer från det arabiska al-bula can (ألبولعان), som betyder "de två sväljarna". Den var, tillsammans med Epsilon Aquarii (albāli') och Ny Aquarii, Al Bula' (البلع), vilket betyder "sväljaren".

## Egenskaper
My Aquarii är en blå till vit stjärna i huvudserien av spektralklass A3m, med "m"-suffixet som anger att detta är en Am-stjärna eller kemiskt ovanlig stjärna. Den har en massa som är ca 1,8 gånger större än solens massa, en radie som är ca 3,8 gånger större än solens och utsänder från dess fotosfär ca 25 gånger mera energi än solen vid en effektiv temperatur av ca 7 200 K.
My Aquarii är en spektroskopisk dubbelstjärna med en omloppsperiod på 1 566 dygn och en excentricitet av 0,23.